# As-Suwayda (gouvernement)
As-Suwayda (Arabisch: السويداء) is een gouvernement in Syrië met een bevolking van 346.000.

## Districten
- As-Suwayda
- Salkhad
- Shahba

In het Jabal al-Druze gebied wonen met name Droezen.
Al-Hasakah · Aleppo · Damascus · Deir ez-Zor · Dera · Hama · Homs · Idlib · Latakia · Quneitra · Raqqa · Rif Dimashq · As-Suwayda · Tartous